# إيكيريو

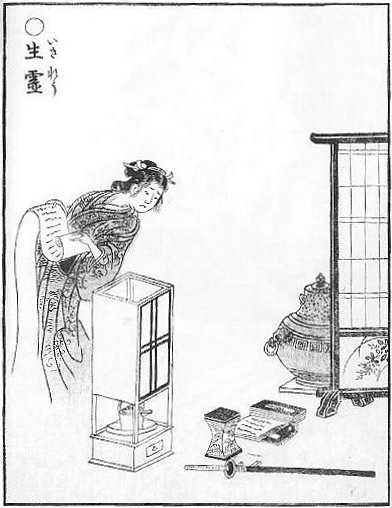
(الشبح الخادم) من غازو هياكي ياغيو بقلم سيكين تورياما.

إيكيريو (باليابانية: 生霊، الشبح أو الروح الحية) - (بالإنجليزية: Ikiryō) المعروف أيضا باسم شوريو (しょうりょう) أو سيري (せいれい) أو إيكيسوداما (いきすだま)، هو شبح غير متجسد في المعتقدات والخيال الشعبي الياباني الذي يترك جسد شخص حي وبالتالي يطارد أشخاصا أو أماكن أخرى، وأحيانا عبر مسافات بعيدة.